# Cyclodina alani
Cyclodina alani é uma espécie de réptil escamado da família Scincidae. Apenas pode ser encontrada na Nova Zelândia.